# Utecha
Utecha – rodzaj pluskwiaków z rodziny Ulopidae. Zamieszkuje palearktyczną Eurazję od Półwyspu Iberyjskiego po Azję Środkową.

## Taksonomia
Takson ten wprowadzony został w 1996 roku przez Aleksandra F. Jemielianowa. Zaliczono do niego trzy gatunki umieszczane wcześniej w rodzaju Ulopa:
- Utecha guadarramensis Ferrari, 1882
- Utecha lugens (Germar, 1821)
- Utecha trivia (Germar, 1821)

Gatunkiem typowym Jemielianow wyznaczył U. trivia, opisanego w 1821 roku przez Ernsta Friedricha Germara.

## Morfologia
Pluskwiaki o ciele długości kilku mm. Głowa ich nie jest rozszerzona ku wierzchołkowi, a jej krawędzie boczne nie rozbiegają się wyraźnie ku przodowi. Brak jest kanciastych wypustek przedocznych. Przedustek jest wypukły, dłuższy niż szeroki. Frontoklipeus jest nabrzmiały, oddzielony od przedustka głęboką bruzdą, wyraźnie szerszy niż policzki mierzone poniżej oczu złożonych. Ciemię jest krótkie, o krawędzi przedniej szerszej niż tylnej. W widoku bocznym tylna krawędź przedplecza ma wcięcie w części tylno-brzusznej. Pokrywy jak i resztę ciała żłobi grube punktowanie. U U. lugens tylne skrzydła są dobrze wykształcone a zarys ciała w widoku bocznym ma przód górnej części opadający, jej środek prosty, a tył zakrzywiony dobrzusznie. U pozostałych gatunków skrzydeł tylnych brak zupełnie, a zarys ciała w widoku bocznym jest elipsowaty z równomiernie zakrzywioną częścią górną. Odnóża są krótkie, pozbawione kolców. Genitalia samca cechują się pygoforem o płatach bocznych pozbawionych dodakowych wyrostków po stronie tylnej i zewnętrznej. Rurka analna jest niezmodyfikowana. Edeagus dzieli się na dwa trzony i ma w związku z tym dwa gonopory. Szerokości trzonów są większe niż odległość między nimi. Wierzchołki trzonów są skośnie ścięte i mają po krótkim, kolcowatym wyrostku przedwierzchołkowym.

## Ekologia i występowanie
Owady te są fitofagami ssącymi soki z roślin. Przypuszczalnie wszystkie związane są z przedstawicielami ogórecznikowatych rosnącymi na stanowiskach ciepłych i suchych, jednak tylko U. trivia poławiano na roślinie pokarmowej – żmijowcu zwyczajnym.
Rodzaj palearktyczny. Najszerszej rozsiedlony U. trivia znany jest z większości Europy z wyjątkiem jej części północnej oraz z Azji Zachodniej i Środkowej. U. guadarramensis jest endemitem Półwyspu Iberyjskiego. U. lugens ograniczony jest natomiast do środkowej i środkowo-wschodniej części Europy.